# Escape Me
«Escape Me» es una canción del disc jockey y productor holandés Tiësto, cuenta con la voz de la cantante C. C. Sheffield. La canción fue lanzada el 23 de noviembre de 2009, fue el segundo sencillo del álbum de estudio de Tiësto, Kaleidoscope, la canción es diferente al estilo Trance que por lo general hace Tiësto.

## Video musical
Fue lanzado en la cuenta oficial de Tiësto en YouTube el 12 de octubre de 2009.

## Formatos y remezclas
| Descarga digital |                                                                   |          |  |
| N.º              | Título                                                            | Duración |  |
| 1.               | «Escape Me» (Original Mix)                                        | 4:18     |  |
| 2.               | «Escape Me» (Radio Edit)                                          | 3:34     |  |
| 3.               | «Escape Me» (Extended Remix)                                      | 7:00     |  |
| 4.               | «Escape Me» (Alex Gaudino & Jason Rooney Remix)                   | 3:36     |  |
| 5.               | «Escape Me» (Alex Gaudino & Jason Rooney Remix/versión extendida) | 7:51     |  |
| 6.               | «Escape Me» (Marcel Woods Remix)                                  | 6:46     |  |
| 7.               | «Escape Me» (LA Riots Remix)                                      | 6:46     |  |
| 8.               | «Escape Me» (Avicii Remix)                                        | 7:42     |  |